# Thaon-les-Vosges
Thaon-les-Vosges è un comune francese di 8 235 abitanti situato nel dipartimento dei Vosgi nella regione del Grande Est.

## Storia
Il 1º gennaio 2016 Oncourt, Girmont e Thaon-les-Vosges vengono fusi per creare il nuovo comune di Capavenir Vosges. Il 1º gennaio 2022, a seguito di una consultazione popolare, il nuovo comune riprende il nome di Thaon-les-Vosges.

### Simboli
Il tafano (taon in francese) è un'arma parlante con riferimento al nome del paese.

## Società

### Evoluzione demografica
Abitanti censiti

## Amministrazione

### Gemellaggi
- Alzenau[4]